# Ulrich van der Heyden
Pour les articles homonymes, voir Heyden.
Ulrich van der Heyden (7 septembre 1954 à Ueckermünde) est un historien allemand, politologue et spécialiste de l'histoire coloniale de l'Afrique et de l'histoire des missions chrétiennes en Afrique.

## Biographie
Ulrich van der Heyden étudie l'histoire et l'ethnographie à l'Université Humboldt de Berlin. Il obtient en 1981 une licence d'histoire. Dans sa thèse de diplôme, il a traité de la lutte pour la liberté des Indiens des plaines nord-américaines dans la seconde moitié du XIXe siècle. Il poursuit ses études de recherche à la section des sciences asiatiques, où il obtient son doctorat en 1984 dans le domaine des études africaines. Pour sa thèse sur les guerres coloniales contre les Pedi et Venda au Transvaal (Afrique du Sud ; 1876-1898), dirigée par Helmuth Stoecker, il analyse notamment des sources germanophones de missionnaires protestants à partir des archives de la Société missionnaire de Berlin.
De 1984 à 1991, Van der Heyden est chercheur associé à l'Académie des sciences de la RDA, d'abord à l'Institut d'histoire économique, puis dans le domaine de recherche "Histoire des pays en développement" à l'Institut d'histoire générale. Après la réunification de l'Allemagne et la dissolution de l'Académie, van der Heyden doit, comme d'autres chercheurs en sciences humaines de la RDA, se soumettre à plusieurs évaluations et, après avoir obtenu des résultats positifs, est embauché en 1992 comme collaborateur scientifique au pôle de recherche "Orient moderne" de la "Förderungsgesellschaft Wissenschaftliche Neuvorhaben mbH"]. Lorsque le projet de réorganisation du paysage de la recherche extra-universitaire en Allemagne de l'Est échoue en 1995 et qu'une autre partie des chercheurs repris par l'Académie des sciences de la RDA sont « liquidés tardivement », il rejoint différents instituts universitaires pour travailler sur des projets financés par des tiers.
En 1997, il obtient un doctorat en sciences politiques à l'Institut Otto Suhr de l'Université libre de Berlin (Dr. rer. pol.) avec une thèse sur les "sciences africaines en RDA", dirigée par Franz Ansprenger. En 2002, il a obtenu son habilitation à l'Université libre de Berlin avec une thèse sur "L'émergence d'une nouvelle élite africaine en Afrique du Sud à la fin du XIXe siècle à l'exemple de Martinus Sewushan". Il a été habilité à enseigner les fondements historiques des sciences politiques et à passer l'examen d'enseignement en sciences sociales et a été nommé privatdozent. En 2013, il obtient un troisième doctorat à l'Université Rhodes de Grahamstown (Afrique du Sud), sous la direction d'Alan Kirkaldy, en se penchant sur la politique de développement de la RDA à l'égard de l'Afrique entre 1960 et 1990.
Ulrich van der Heyden est professeur invité au campus franco-allemand de Sciences Po à Nancy en 2006/2007 et professeur invité à l'Université d'Afrique du Sud (UNISA) à partir de 2013. Jusqu'à son départ à la retraite (2019), il a été collaborateur scientifique au séminaire de mission et de science des religions ainsi que d'œcuménisme de l'université Humboldt ou de science des religions et de théologie interculturelle à la chaire d'Andreas Feldtkeller. Il est l'initiateur et l'éditeur de plusieurs séries de livres scientifiques ainsi que l'auteur et l'éditeur de plus de 60 monographies et l'auteur de plus de 200 études scientifiques et articles spécialisés. Outre les recherches sur l'histoire africaine, coloniale et missionnaire, il s'intéresse également à des thèmes liés à l'histoire régionale de la Poméranie occidentale,,.
Ulrich van der Heyden est le premier vice-président de la Berliner Gesellschaft für Missionsgeschichte e.V. et vit à Berlin. Depuis 2005, il est membre élu de la Société Leibniz des sciences de Berlin.

## Ouvrages
- Bataille pour la prairie. La lutte pour la liberté des Indiens des plaines d'Amérique du Nord (= Livrets historiques illustrés 47). Deutscher Verlag der Wissenschaften, Berlin 1988,  (ISBN 3-326-00318-8).
- (Éd.): Dictionnaire indien. Sur l'histoire et le présent des peuples autochtones d'Amérique du Nord. Dietz, Berlin 1992,  (ISBN 3928127349).
- Les écrits des sociétés missionnaires allemandes comme source de l'historiographie de l'Afrique du Sud. Montré principalement sur la base de la Société missionnaire de Berlin. Dans : Ulrich van der Heyden, Heike Liebau (eds.): histoire de la mission, histoire de l'église, histoire du monde. Missions chrétiennes dans le contexte des développements nationaux en Afrique, en Asie et en Océanie. Steiner, Stuttgart 1996,  (ISBN 3-515-06732-9), p. 123–138. ( Archives de l'histoire de la mission. 1).
- Aigles rouges sur la côte africaine. La colonie brandebourgeoise-prussienne de Großfriedrichsburg en Afrique de l'Ouest. Selignow, Berlin 2001,  (ISBN 3-933889-04-9).
- La RDA et le traitement du régime d'apartheid en Afrique du Sud (Livrets sur l'histoire de la RDA, n° 88). Hellé Panke e. V., Berlin 2004.
- avec Joachim Zeller (éd.): Métropole coloniale de Berlin. Une recherche d'indices. Édition de Berlin, Berlin 2002,  (ISBN 3-8148-0092-3).
- avec Joachim Zeller (éd.): Pouvoir et part dans la domination du monde. Berlin et le colonialisme allemand. Unrast Verlag, Munster 2005,  (ISBN 3-89771-024-2).
- Anton Wilhelm Amo, le philosophe africain. Dans : Ulrich van der Heyden (éd.): Biographies inconnues. Africains dans les pays germanophones du XVIIIe siècle jusqu'à la fin de la Seconde Guerre mondiale (= Edition histoire contemporaine. 26). Kai Homilius Verlag, Berlin 2008,  (ISBN 978-3-89706-849-0).
- Entre solidarité et intérêts économiques. Les relations "secrètes" de la RDA avec le régime d'apartheid sud-africain. LIT Verlag, Munster 2005,  (ISBN 3825887960).
- Le processus de Dakar. Le début de la fin de l'apartheid en Afrique du Sud. Solivagus Praeterium, Kiel 2018,  (ISBN 978-3-947064-01-4)[14].
- L'expérience ratée: les travailleurs contractuels mozambicains dans l'économie de la RDA (1979–1990). Presse universitaire de Leipzig, Leipzig 2019,  (ISBN 978-3960232018).
- Le changement de nom de la "Mohrenstraße" de Berlin - une honte. Dans : Débat de Berlin INITIAL 31(2020)4, pp. 133-144.
- Tentative spectaculaire de libération de Mandela de prison sous le régime de l'apartheid. Dans : Journal of Intelligence History 1/2020, p. 184-196.
- Sociétés missionnaires chrétiennes allemandes en Chine - Une revue de la littérature. Wichern Verlag, Berlin 2021.
- Photographie missionnaire - genre, développement et aperçu de la recherche scientifique et historique. Wichern Verlag, Berlin 2021.
- L'affaire Patzig. Un crime de guerre pour l'Empire ?. Solivagus Verlag, Kiel 2021,  (ISBN 9783947064069).